# Jules Rémy
Pour les articles homonymes, voir Rémy (homonymie).
Ne doit pas être confondu avec Esprit Alexandre Rémy.
Jules Ézéchiel Rémy est un naturaliste et explorateur né à Mourmelon-le-Grand le 3 septembre 1825, mort à Louvercy, de nos jours Livry-Louvercy (Marne)  le 2 décembre 1893,.

## Biographie
Fils de l'instituteur des Grandes-Loges, il commença ses études au petit séminaire de Châlons.
Explorateur, il parcourut les îles d’Hawaï et de Sandwich (il y rencontra la reine Elisabeta Kinau, et pendant son séjour faillit être empoisonné par un indigène fanatique), visita les Canaries, le Brésil, le Chili, la Bolivie, le Pérou, l’Océanie et resta trois ans à Honolulu, où il sut gagner l’amitié du roi Kamehameha III qui essaya de le convaincre de devenir membre de son gouvernement.
Là, il fit la rencontre d’un voyageur anglais sir Brenchley, devenu son ami, avec lequel il visita la Californie, le Grand Lac Salé, le pays des mormons (dont il écrivit l’histoire, la religion et les mœurs), puis San Francisco. Il visita l’Amérique du Sud et revint parcourir les États-Unis et le Canada.
Dans un autre voyage, il parcourut le Nord de l’Afrique depuis l’Égypte jusqu’au Maroc. En 1863, il visita l'Asie, le Tibet et l’Hindoustan et fit l’ascension de l’Himalaya. De retour en France, il revint à Louvercy en 1868, s’y maria, y  mit en ordre tout le résultat de ses voyages et continua à publier de nombreux ouvrages sur ses voyages ainsi que des mémoires sur la faune, la flore et la minéralogie.
Il finit ses jours à Louvercy (où on peut voir sa tombe) dans une solitude presque absolue. De son vivant, il connut une certaine célébrité.
Il est cité par :
- Jules Verne, dans Les Enfants du capitaine Grant. Au chapitre VI, dans la présentation de son « projet de voyage élaboré par M. Vivien de Saint Martin », Paganel souhaite « s'élancer sur les traces des frères Schlaginweit, du colonel Waugh, de Webb, d'Hodgson, des missionnaires Huc et Gabet, de Moorcroft, de M. Jules Rémy et de tant d'autres voyageurs célèbres. »
- Ernest Renan, dans son Histoire des origines du christianisme ; Volume 2 "Les apôtres" (1866), fait référence à son ouvrage "Voyage au pays des Mormons".
- de nombreuses publications de sociétés savantes telles que : Journal des Savants de Académie des inscriptions & belles-lettres (France) - 1862 ; Bulletin de la Société de géographie de Société de géographie (France) - 1862